# بيتيجليانو
بيتيجليانو هي بلدة في مقاطعة غروسيتو، تقع على بعد حوالي 80 كيلومتر (50 ميل) جنوب شرق مدينة غروسيتو، توسكانا، إيطاليا.
تُعرف البلدة القديمة الجذابة باسم القدس الصغيرة، بسبب الوجود التاريخي للمجتمع اليهودي الذي كان دائمًا مندمجًا جيدًا في السياق الاجتماعي ولديه كنيسه الخاص.